# Базиліка і монастир Сан-Педро (Ліма)
12°02′57″ пд. ш. 77°01′44″ зх. д. / 12.049155° пд. ш. 77.029008° зх. д.
Монастир Сан-Педро — це іспанська назва церкви Святого Петра, частина історичного центру Ліми, який був доданий до списку Всесвітньої спадщини ЮНЕСКО в 1991 році.  

## Опис
Будівництво церкви було завершена в 1638 році.
Монастирем керують єзуїти. Церква була створена базилікою як частиною архідієцезії, тобто  церковної адміністративно-територіальної одиниці вищого рівня. 
У цьому храмі вшановують Пресвяте Серце Ісуса.
Серед похованих у церкві є віцекороль Перу (1796—1801) Амбросіо О'Хіггінс.
В базиліці  відбуваються надважливі події. Так 16 березня 2018 року тут відшуміло королівське весілля принца Крістіана Ганноверського з Алессандрою де Осма.